# Miodne (województwo mazowieckie)
Miodne dawniej też Miedna – osada leśna w Polsce położona w województwie mazowieckim, w powiecie zwoleńskim, w gminie Zwoleń. 
Miejscowość wchodzi w skład sołectwa Linów.
W latach 1975–1998 miejscowość administracyjnie należała do województwa radomskiego.
Siedziba Nadleśnictwa Zwoleń.
Wierni Kościoła rzymskokatolickiego należą do parafii św. Idziego w Suchej.